# Cetate (gmina w okręgu Bistrița-Năsăud)
Cetate – gmina w Rumunii, w okręgu Bistrița-Năsăud. Obejmuje miejscowości Orheiu Bistriței, Petriș i Satu Nou. W 2011 roku liczyła 2330 mieszkańców.